# Krajowy Zjazd Działaczy Harcerskich
Krajowy Zjazd Działaczy Harcerskich (nazywany również Krajową Naradą Działaczy Harcerskich, Ogólnopolską Naradą Działaczy Harcerskich lub Zjazdem Łódzkim) – swego rodzaju „okrągły stół” harcerski po latach stalinowskich, który odbył się w dniach 8–10 grudnia 1956 w Łodzi przy ulicy Fornalskiej (obecnie ulica Wileńska).
W okresie PRL, w oficjalnej numeracji zjazdów ZHP, liczony był jako pierwszy zjazd po II wojnie światowej, niezgodnie z obowiązującym porządkiem prawnym.

## Przebieg
- 8 grudnia 1956 – początek Ogólnopolskiej Narady Działaczy Harcerskich, o godz. 11:00 w Łodzi. Obrady otworzył, wygłoszony w imieniu Komendy Głównej OHPL, referat Zofii Zakrzewskiej ostro krytykujący pracę tej „organizacji harcerskiej” w ostatnich latach. Owacyjnie powitany Aleksander Kamiński docenił krytykę organizacji oraz stwierdził, że na mandat zaufania zasługuje cała była kadra ZHP. Zebrani uchwalili zaproszenie wszystkich byłych instruktorów harcerskich mających się spotkać nazajutrz u Kamińskiego.
- 9 grudnia 1956 – rano, po krótkich obradach, harcerze i instruktorzy zebrani w warszawskim Muzeum Historycznym pojechali autobusem MPA do Łodzi na zjazd. Grupa instruktorów pod przywództwem Kamińskiego chciała, żeby grupa warszawska także została włączona na równych prawach do dyskusji i głosowania nad powstaniem ZHP. Ze względu na różne opinie, co do reaktywowania ZHP, czy też zamiany nazwy OHPL na ZHP, działacze OHPL nie chcieli dopuścić do obrad grupy warszawskiej. Koło godz. 21 impas przełamał minister Władysław Bieńkowski, który stwierdził, iż odrodzenie ZHP musi się odbyć na bazie OHPL oraz że głos powinni mieć wszyscy przybyli.
  - Stwierdzenie to nie miało podstaw prawnych gdyż już 4 grudnia 1956 nastąpiło w Krakowie reaktywowanie Związku Harcerstwa Polskiego. Zostało oficjalnie zgłoszone w ministerstwie w dniu 5 grudnia 1956 i zalegalizowane stosownym wpisem w rejestrze stowarzyszeń. Zresztą w obradach w Łodzi uczestniczyła, w części zaproszona przez OHPL, a w części przez Kamińskiego, oficjalna reprezentacja Komendy Chorągwi Krakowskiej Związku Harcerstwa Polskiego. Przewodniczył jej przedwojenny wiceprzewodniczący ZHP, Marian Wierzbiański. Wystąpienie Bieńkowskiego było jednak pretekstem który ułatwił Aleksandrowi Kamińskiemu przekonanie większości z obecnych instruktorów harcerskich że „droga krakowska” jest zbyt niepewna.
- 10 grudnia 1956 – „powołano” ZHP, „wybrano” Naczelną Radę Harcerską oraz Komisję Rewizyjną, uchwalono tekst Deklaracji Ideowej Związku Harcerstwa Polskiego: „...ZHP pracuje pod ideowym przewodnictwem Polskiej Zjednoczonej Partii Robotniczej, to znaczy wychowuje człowieka w duchu idei socjalizmu. (...) ZHP jako instytucja świecka nie organizuje życia religijnego. Wychowuje swoich członków w duchu wolności przekonań i szeroko pojętej tolerancji tak w stosunku do wierzących i niewierzących...”.

Przyjęto także „Uchwałę w prawie organizacyjnych podstaw działania”, która niezgodnie z faktami prawnymi stwierdzała, że: ”Z uwagi na pełne usamodzielnienie i przekształcenie się Organizacji Harcerskiej Polski Ludowej we wspólny związek dzieci, młodzieży i instruktorów pracujących w oparciu o metody harcerskie, przywraca się tradycyjną nazwę: Związek Harcerstwa Polskiego”.
Trzecia uchwała uczestników spotkania w pełni przywracała tradycyjne harcerskie symbole i formy zewnętrzne: hymn, krzyż harcerski i lilijkę, mundur, sztandary, proporce, salut i pozdrowienie harcerskie.

## Znaczenie
Z formalno-prawnego punktu widzenia, było to „prowizorium”, bo ZHP dopiero w 1959 – po formalnym zjeździe z udziałem wybranych według nowej ordynacji wyborczej delegatów – uzyskał nowy statut i potwierdzenie swego dotychczasowego (przedwojennego) statusu jako stowarzyszenia wyższej użyteczności.
Krajowy Zjazd Działaczy Harcerskich był ważnym wydarzeniem na drodze odrodzenia się działalności harcerskiej po bezprawnej likwidacji, przez władze komunistyczne w 1949, Związku Harcerstwa Polskiego i działalności organizacji pseudoharcerskich: Organizacji Harcerskiej Związku Młodzieży Polskiej i Organizacji Harcerskiej Polski Ludowej. Spowodował jednak dominujący wpływ działaczy OHPL na jej charakter – wolne od niego były jedynie środowiska prowadzone przez przedwojennych instruktorów harcerskich.